# NGC 4723
NGC 4723 is een spiraalvormig sterrenstelsel in het sterrenbeeld Raaf. Het hemelobject werd in 1882 ontdekt door de Duitse astronoom Ernst Wilhelm Leberecht Tempel.

## Synoniemen
- MCG -2-33-26
- PGC 43508